# Cat Ballou (groupe)
Pour les articles homonymes, voir Cat Ballou et Ballou.
Cat Ballou est un groupe de rock allemand, originaire de Cologne. Il est formé en 1999, et chante principalement en kölsch.

## Biographie
Les trois membres du groupe, Oliver Niesen, Dominik Schönenborn et Kevin Wittwer ont déjà joué avec le batteur Michael Kraus dans des groupes d’étudiants. Cat Ballou, du nom du long métrage homonyme, est formé en 1999 à Bergisch Gladbach, à l’est de Cologne. À leurs débuts, ils jouent dans la région et sortent en 2008 leur premier album Schokolade. La même année, le quatuor remporte son premier grand succès au concours de groupes de Cologne. L'année suivante, ils sortent l'EP Achterbahn et le single Kokosnuss, puis, en janvier 2012, leur album Neulich.
À l'automne de la même année, ils enregistrent une chanson sur la ville de Cologne, Et jitt kei Wood, avec laquelle ils remportent le concours Loss mer singe au Karnevals Anfang au début de 2013. Par la suite, le morceau atteint les charts allemands. Le groupe signe d'abord avec le label Pavement Records, puis lance en octobre 2017 son propre label appelé MIAO Records. En mars 2018, le batteur Michael Kraus est remplacé après une longue maladie par Hannes au printemps.

## Discographie

### Albums studio
- 2008 : Schokolade
- 2012 : Neulich
- 2013 : Lokalpatriot
- 2014 : Lokalpatrioten (album live)
- 2015 : Mir jetzt he!
- 2017 : Mer fiere et Levve[7]

### Singles
- 2011 : Achterbahn
- 2011 : Dat 11. Jebot
- 2011 : Kokosnuss
- 2012 : Et jitt kei Wood
- 2013 : Hück steiht de Welt still
- 2014 : Die Stääne stonn joot
- 2015 : Immer immer widder
- 2016 : Zosamme sin mir nit allein
- 2016 : Liebe deine Stadt (avec Mo-Torres et Lukas Podolski)